# Seznam korpusov po zaporednih številkah
Seznam korpusov po zaporednih številkah je krovni seznam, ki je primarno namenjen za pregled korpusnih razločitvenih strani.

## Seznam
| I.      | II.      | III.      | IV.      | V.      | VI.      | VII.      | VIII.      | IX.      | X.     |
| XI.     | XII.     | XIII.     | XIV.     | XV.     | XVI.     | XVII.     | XVIII.     | XIX.     | XX.    |
| XXI.    | XXII.    | XXII.     | XXIV.    | XXV.    | XXVI.    | XXVII.    | XVIII.     | XXIX.    | XXX.   |
| XXXI.   | XXXII.   | XXXIII.   | XXXIV.   | XXXV.   | XXXVI.   | XXXVII.   | XXXVIII.   | XXXIX.   | XXXX.  |
| XXXXI.  | XXXXII.  | XXXXIII.  | XXXXIV.  | XXXXV.  | XXXXVI.  | XXXXVII.  | XXXXVIII.  | XXXXIX.  | L.     |
| LI.     | LII.     | LIII.     | LIV.     | LV.     | LVI.     | LVII.     | LVIII.     | LIX.     | LX.    |
| LXI.    | LXII.    | LXIII.    | LXIV.    | LXV.    | LXVI.    | LXVII.    | LXVIII.    | LXIX.    | LXX.   |
| LXXI.   | LXXII.   | LXXIII.   | LXXIV.   | LXXV.   | LXXVI.   | LXXVII.   | LXXVIII.   | LXXIX.   | LXXX.  |
| LXXXI.  | LXXXII.  | LXXXIII.  | LXXXIV.  | LXXXV.  | LXXXVI.  | LXXXVII.  | LXXXVIII.  | LXXXIX.  | LXXXX. |
| LXXXXI. | LXXXXII. | LXXXXIII. | LXXXXIV. | LXXXXV. | LXXXXVI. | LXXXXVII. | LXXXXVIII. | LXXXXIX. | C.     |
| CI.     | CII.     | CIII.     | CIV.     | CV.     | CVI.     | CVII.     | CVIII.     | CIX.     | CX.    |